# Piotr Jerzy Przebendowski
Piotr Jerzy Przebendowski herbu własnego (ur. ok. 1674, zm. 1755) – wojewoda malborski 1722−1755, wojewoda inflancki 1713−1722, kasztelan inflancki 1710−1712, starosta pucki 1710−1713, starosta kiszporski w latach 1722−1755, pułkownik Jego Królewskiej Mości.
Poseł sejmiku powiatu mirachowskiego na sejm konwokacyjny 1696 roku. Po zerwanym sejmie konwokacyjnym 1696 roku przystąpił 28 września 1696 roku do konfederacji generalnej. Był członkiem konfederacji generalnej zawiązanej 27 kwietnia 1733 roku na sejmie konwokacyjnym. W 1733 roku podpisał elekcję Stanisława Leszczyńskiego.
Odznaczony Orderem Orła Białego.